# أمينتاس الثاني المقدوني
أمينتاس الثاني المقدوني (باليونانية القديمة:Ἀμύντας Βʹ ὁ Μακεδών) ملك مملكة مقدونيا القديمة حكم مقدونيا لفترة قصيرة في العام 393 قبل الميلاد.

## عائلته
هو ابن فيليبوس الأول المقدوني وأخ بيرديكاس الثاني المقدوني خلف أباه في تولي حكم منطقة مقدونيا العليا والتي كان بيرديكاس الثاني ينوي حرمانه منها

## توليه الحكم
في العام 429 قبل الميلاد تحالف مع الملك سيتالكيس ملك أورديسيان التراقية وحاول سلب العرش من أخيه بيرديكاس لكن وساطة سويسيث ابن أخ الملك سيتالكيس حالت دون ذلك، فاضطره أمينتاس الخضوع للأمر الواقع وقبوله بحكم إمارته فقط. ولم يتسنى له حكم مقدونيا بأكملها إلا بعد حادثة اغتيال باوسانياس المقدوني حيث استطاع اعتلاء العرش بتاريخ 393 قبل الميلاد إلا أنه ما لبث وتوفي في العام نفسه حيث قام ديردين من إليمايا بقتله، خلفه على الملك أمينتاس الثالث المقدوني